# 니냐 아마다 미아
《니냐 아마다 미아》(스페인어: Niña amada mía)은 2003년 방영된 멕시코의 텔레노벨라이다.